# 朝鲜风俗画

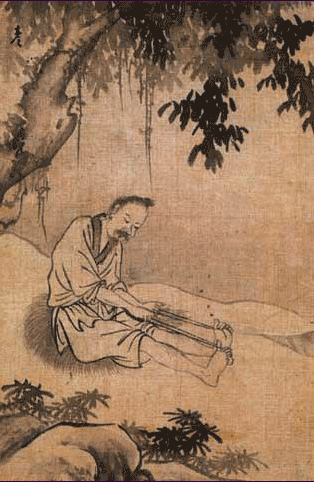
尹斗绪风俗画作品《编履图》

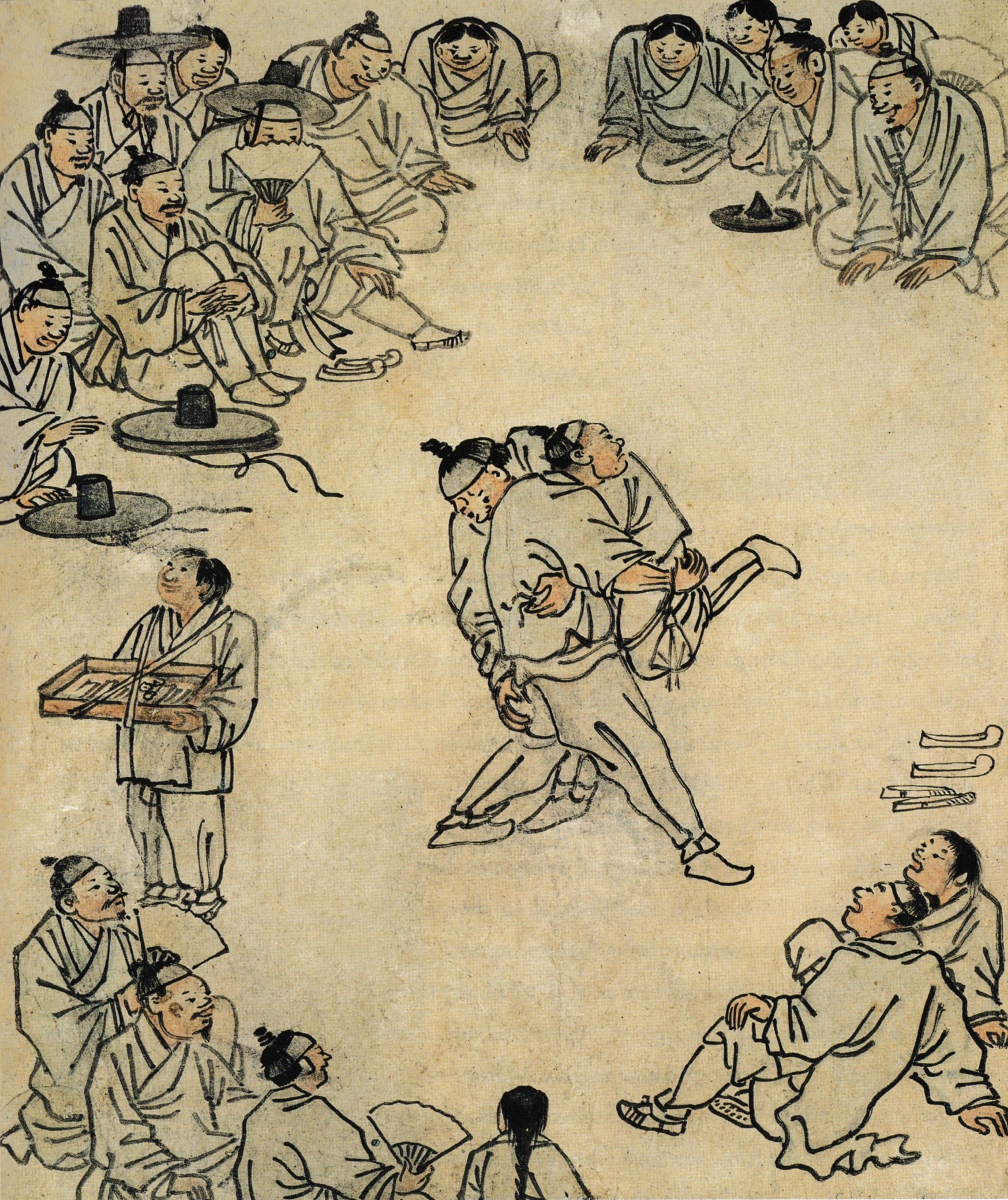
金弘道风俗画作品《檀园风俗图帖》

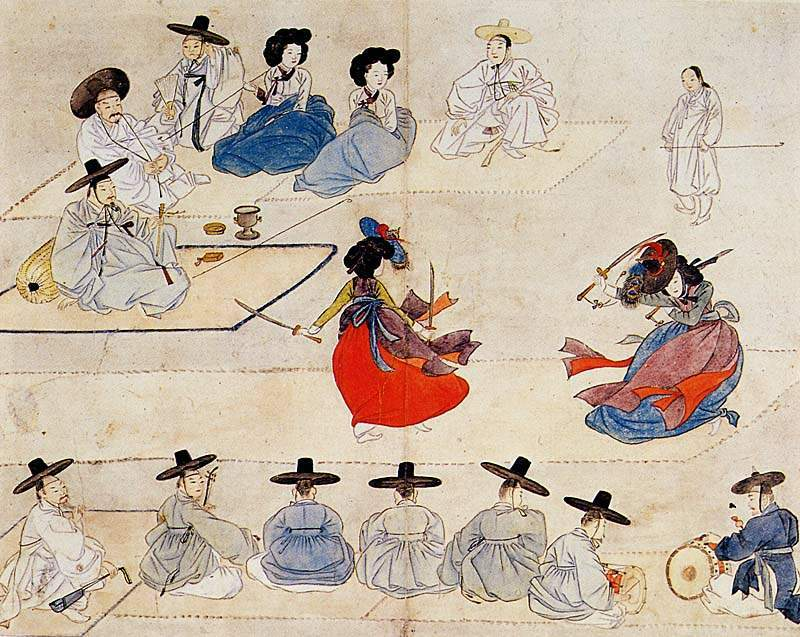
申润福风俗画作品《蕙园风俗图》

朝鲜风俗画，又称韩国风俗画，是一种写实性描绘朝鲜社会生活，特别是社会底层生活的绘画，在朝鲜绘画发展史上占有重要的地位:1。朝鲜风俗画兴起于17世纪，18世纪达到顶峰，主要代表性人物有尹斗绪、赵荣祏、金弘道、金得臣、申润福等:252-258。其中金弘道、申润福、金得臣三人并称朝鲜三大风俗画家。

## 历史
远古时期的石刻画是最早反映朝鲜半岛风俗的绘画作品，以韩国蔚山广域市蔚州郡彦阳邑大谷里的盘龟台岩刻画最具代表性:8-12:35-42，是韩国第285号国宝。三国时期古墓中有关狩猎、摔跤、舞乐等壁画真实反映出当时朝鲜半岛社会的风俗与生活:43-75。
朝鲜王朝早、中期的风俗画主要是描绘上流社会礼仪、宴会、出游等活动的士人风俗画。士人风俗画画工精细，多为大场面、人物众多的华丽宫廷绘画，代表性作品有《户曹郎官契会图》等。17世纪，随着朝鲜实学的发展，真景山水画和平民风俗画等现实主义写实性绘画也开始兴起:252-258。这一时期的代表性画家尹斗绪在朝鲜17世纪传统山水画风中描绘人物风俗画，开始了朝鲜传统山水画向风俗画的转变，被誉为朝鲜风俗画的开创人:190-191。尹斗绪的画风得到其弟子、宗人、和后世画家的传承:221。赵荣祏时期朝鲜风俗画做为一种画派在朝鲜画坛得以确立起来:203-204。
18世纪，朝鲜风俗画的发展达到顶峰，出现了金弘道、金得臣、申润福等代表性风俗画画家。其中金弘道和申润福并称朝鲜风俗画的两座大山。这些画家的作品多以奴婢、农夫、手工业工匠、妓生等社会底层人物为主角。主要代表性作品有金弘道的《檀园风俗图帖》、申润福的《蕙园风俗图》和金得臣的《兢斋传神画帖》等。:318-322